# ブラキロフォサウルス
ブラキロフォサウルス（Brachylophosaurus　「短いとさかのトカゲ」の意味）は白亜紀後期に現在の北アメリカに生息していた中型のハドロサウルス科の恐竜の属の一つである。複数の骨格やボーンベッドがモンタナ州のジュディスリバー層やアルバータ州のオールドマン層で発見されており、7500万年前ごろ生息していたと見られる。属名は古代ギリシャ語で「短い」を意味するbrachysと「とさか」を意味するlophos、「トカゲ」を意味するsaurosの組み合わせで、目の上の短いとさかにちなんだものである。

## 特徴

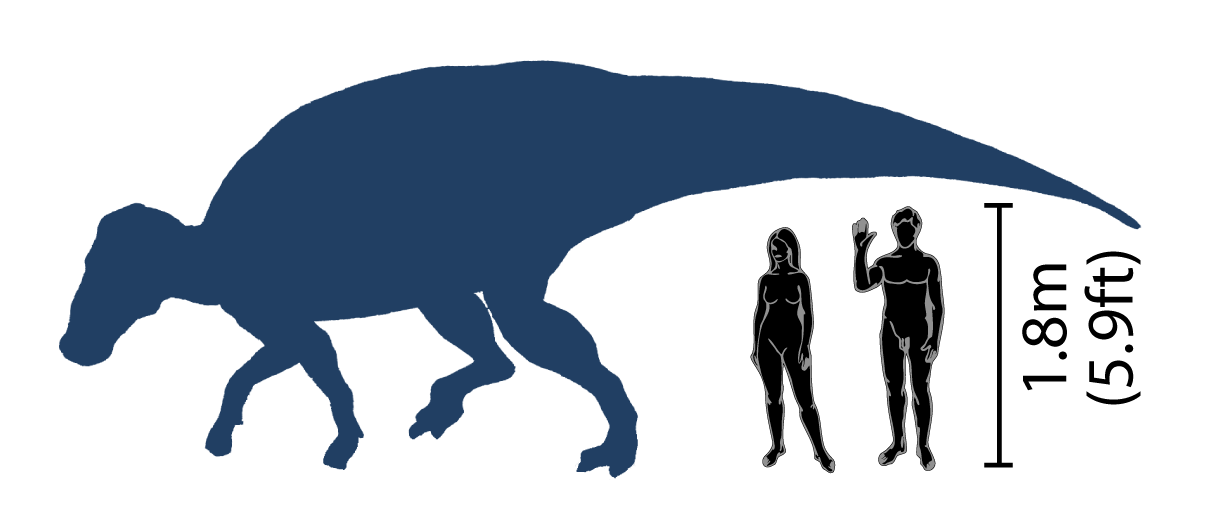
ヒトとの大きさ比較

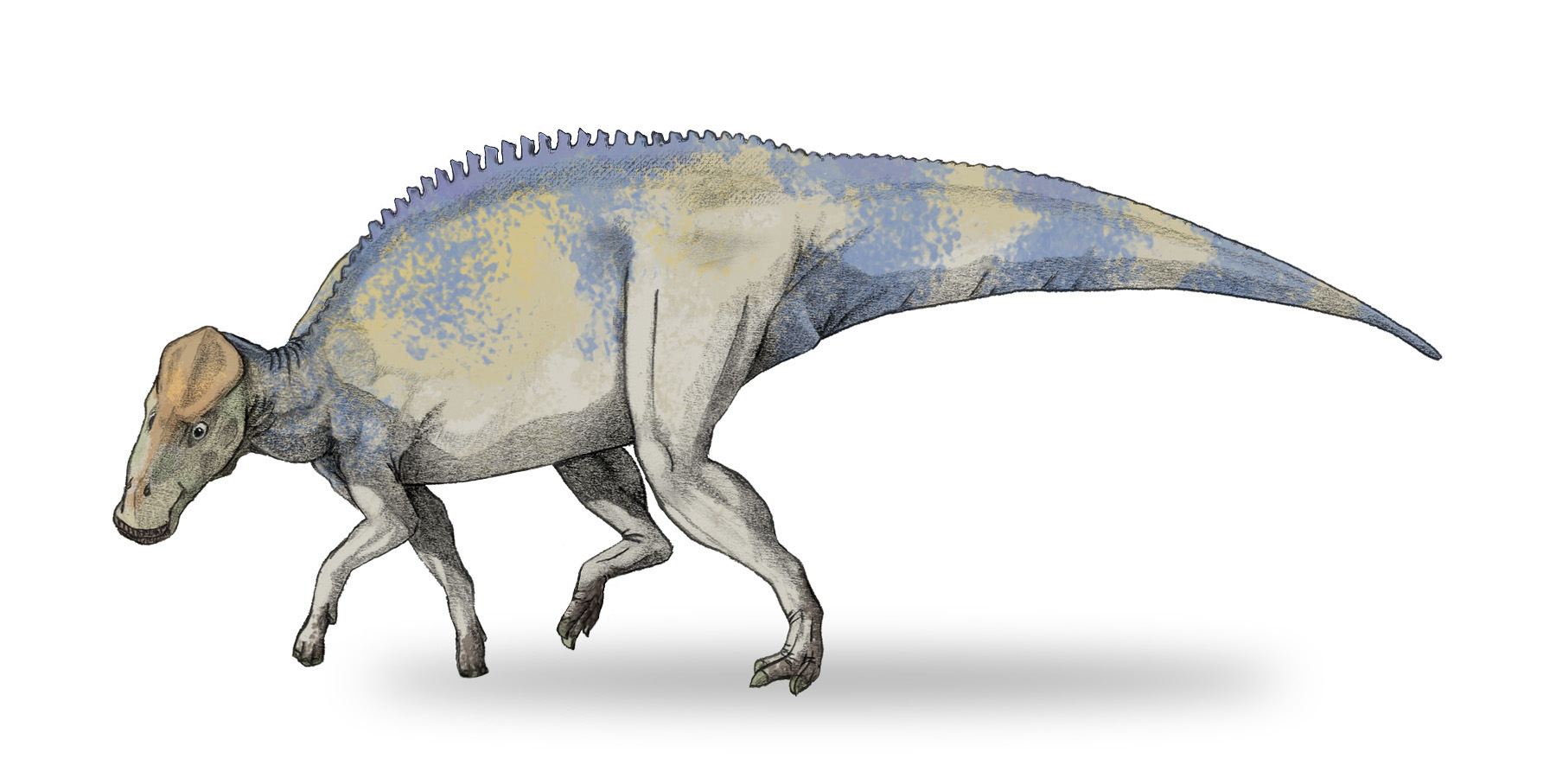
復元図

この恐竜の目立った特長は、頭骨の上に平らで、パドル状のプレートを形成してる、骨質のとさかである 。とさかが頭蓋天井（頭骨の脳、目、鼻腔を覆う部分）全体を覆うほど発達している個体もあれば、 より短く、狭い個体も発見されている。研究者の中にはこのとさかを押し合い闘争に使用したとするものもいるが、それほど十分に頑丈なものではない可能性がある。他の目立つ特徴としては他のハドロサウルス類に比べて前肢が長いことと、上顎の吻部が広いことが上げられる。
上記の点を除くとブラキロフォサウルスは一般的なハドロサウルス類であり、体長は成体で9 mほどになった。他のハドロサウルス類と同様に、口に頬に構造と数千の歯が詰まったデンタルバッテリーを持っていた。歯は咀嚼に効率的に使用された。これは爬虫類では珍しい特徴だが、ブラキロフォサウルスのような鳥盤類恐竜では一般的な特徴である。
2003年にブラキロフォサウルスの骨格からヘマンギオーマ、類腱形成線維腫、転移性の癌、骨芽細胞腫などの腫瘍の証拠が見つかった。
Rothschild et al. ではCTや蛍光板透視法で椎骨の腫瘍が調査された。エドモントサウルス、ギルモレオサウルス、バクトロサウルスなど他のハドロサウルスでも調査され同じく陽性であった。1000以上の化石が同じ方法で調査されたが、腫瘍はブラキロフォサウルスと近縁種でしか発見されなかった。これらの腫瘍は環境要因か遺伝的傾向の可能性がある。

## 化石の発見
ブラキロフォサウルスは最初1953年にチャールズ・スタンバーグにより1936年にカナダ、アルバータ州で発見され、当初はグリポサウルス（Gryposaurus）（あるいは当時はクリトサウルスとして知られていた）のものと考えられていた部分骨格に基づいて記載された。この化石は1988年にジャック・ホーナーがB. goodwini を記載するまでは記載された唯一の化石であった。 B. goodwiniはモンタナ州のジュディスリバー層で発見された。後の研究では両者の違いは別種とするのには十分ではなく、違いは頭骨を構成する骨の一部が誤った向きにされたためである可能性が示された。ブラキロフォサウルスはcanadensisという種名であるにもかかわらず、後続の発見ではアルバータ州よりもモンタナ州からよく発見されている。

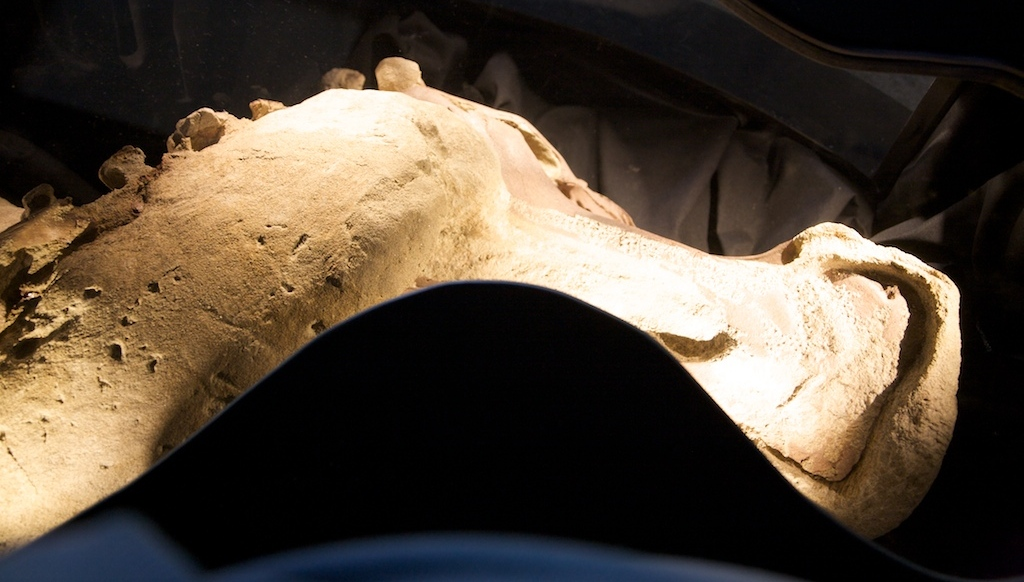
「Leonardo」の頭骨と首を腹がわから見たもの

1994年にアマチュア古生物研究家のNate Murphy が完全無垢で損傷のない骨格を発見し、「Elvis」という愛称がつけられた。Murphyとそのチームはジュディスリバー恐竜研究所ではさらに印象的な発見に遭遇した。2000年に完全に関節し、部分的にミイラ化したブラキロフォサウルスの亜成体の骨格が発見され、「Leonardo」という愛称がつけられた。この骨格は史上最も壮観な恐竜の発見の一つであり、ギネス世界記録にも収録された。続いてほぼ完全な華奢な骨格「Roberta」と皮膚の印象が残された幼体の部分骨格「Peanut」も発見された。2008年にはヒューストン自然科学博物館の広報コーディネーターSteven Cowanにより「Leonardo」と同じ領域で骨格が発見され、「Marco」 という愛称がつけられた。

## 生息地
ブラキロフォサウルスのように州立恐竜公園の恐竜公園層ではあまり一般的でないハドロサウルスの化石は地域を移動する間に死亡した個体のものである可能性がある。より高台に生息し、営巣、摂食していた可能性がある。

## 関連
近縁種
- マイアサウラ[3]
- プロサウロロフス[3]

## 参照
1. ↑  Horner, John R.; Weishampel, David B.; and Forster, Catherine A (2004). “Hadrosauridae”. In Weishampel, David B.; Osmólska, Halszka; and Dodson, Peter (eds.). The Dinosauria (2nd ed.). Berkeley: University of California Press. pp. 438–463. ISBN 0-520-24209-2
2. ↑  Arbour, V. M.; Burns, M. E.; and Sissons, R. L. (2009). “A redescription of the ankylosaurid dinosaur Dyoplosaurus acutosquameus Parks, 1924 (Ornithischia: Ankylosauria) and a revision of the genus”. Journal of Vertebrate Paleontology 29 (4):  1117–1135. doi:10.1671/039.029.0405.
3. 1 2 3 4 5 6 7  "Brachylophosaurus." In: Dodson, Peter & Britt, Brooks & Carpenter, Kenneth & Forster, Catherine A. & Gillette, David D. & Norell, Mark A. & Olshevsky, George & Parrish, J. Michael & Weishampel, David B. The Age of Dinosaurs. Publications International, LTD. p. 134. ISBN 0-7853-0443-6.
4. 1 2  Prieto-Marquez, Alberto (2005). “New information on the cranium of Brachylophosaurus, with a revision of its phylogenetic position”. Journal of Vertebrate Paleontology 25 (1):  144–156. doi:10.1671/0272-4634(2005)025[0144:NIOTCO]2.0.CO;2.
5. ↑  Hopson, James A. (1975). “The evolution of cranial display structures in hadrosaurian dinosaurs”. Paleobiology 1 (1):  21–43.
6. ↑  Weishampel, David B.; and Horner, Jack R. (1990). “Hadrosauridae”. In Weishampel, David B.; Osmólska, Halszka; and Dodson, Peter (eds.). The Dinosauria (1st ed.). Berkeley: University of California Press. pp. 534–561. ISBN 0-520-06727-4
7. ↑  Rothschild, B.M.; Tanke, D.H., Helbling II, M. and Martin, L.D. (2003). “Epidemiologic study of tumors in dinosaurs”. Naturwissenschaften 90 (11):  495–500. doi:10.1007/s00114-003-0473-9. PMID 14610645 2008年7月25日閲覧。.
8. ↑  Sternberg, Charles M. (1953). “A new hadrosaur from the Oldman Formation of Alberta: Discussion of nomenclature”. Canadian Department of Resource Development Bulletin 128:  1–12.
9. ↑  Horner, John R. (1988). “A new hadrosaur (Reptilia, Ornithischia) from the Upper Cretaceous Judith River Formation of Montana”. Journal of Vertebrate Paleontology 8 (3):  314–321. doi:10.1080/02724634.1988.10011714.
10. ↑  “Brachylophosaurus dinosaur discovery”.   Judith River Dinosaur Institute (2002年). 2008年9月8日時点のオリジナルよりアーカイブ。2008年7月13日閲覧。
11. ↑  Murphy, Nate L.; Trexler, David; and Thompson, Mark (2006). “"Leonardo," a mummified Brachylophosaurus from the Judith River Formation”. In Carpenter, Kenneth (ed.). Horns and Beaks: Ceratopsian and Ornithopod Dinosaurs. Bloomington and Indianapolis: Indiana University Press. pp. 117–133. ISBN 0-253-34817-X
12. ↑  “Dear Mummy: Rare fossil reveals common dinosaur's soft tissue: Science News Online,”. (2002年10月19日).  オリジナルの2007年1月14日時点におけるアーカイブ。 2007年7月6日閲覧。
13. ↑  “Brachylophosaurus dinosaur discovery”.   Judith River Dinosaur Institute (2002年). 2008年5月18日時点のオリジナルよりアーカイブ。2008年7月13日閲覧。
14. ↑  Newhouse, Eric (2008年6月1日). “Malta dinosaur museum read to roar”.   Great Falls Tribune. 2008年7月13日閲覧。 [リンク切れ]
15. ↑  Newhouse, Eric (2008年6月2日). “Badlands yield another impressive fossil”.   Great Falls Tribune. 2008年7月13日閲覧。[リンク切れ]
16. 1 2  Tanke, D.H. and Brett-Surman, M.K. 2001. Evidence of Hatchling and Nestling-Size Hadrosaurs (Reptilia:Ornithischia) from Dinosaur Provincial Park (Dinosaur Park Formation: Campanian), Alberta, Canada. pp. 206-218. In: Mesozoic Vertebrate Life—New Research Inspired by the Paleontology of Philip J. Currie. Edited by D.H. Tanke and K. Carpenter. Indiana University Press: Bloomington. xviii + 577 pp.